# The Mother (film 2023)
The Mother è un film del 2023 diretto da Niki Caro.

## Trama
Un'anonima agente militare statunitense, nota come "la Madre", media un accordo di contrabbando di armi tra l'ex capitano della SAS Adrian Lovell e il trafficante d'armi Hector Álvarez. Romanticamente coinvolta con entrambi, finisce per rimanere incinta. Dopo aver scoperto che i due sono coinvolti nel traffico di bambini, ella si rivolge all'FBI per essere un'informatrice.
Mentre La Madre viene interrogata in un rifugio dall'agente speciale dell'FBI William Cruise, Lovell attacca la sua proprietà; Cruise viene colpito e ferito e gli altri agenti dell'FBI vengono uccisi. La Madre salva la vita di Cruise e crea una bomba ritardata. Lovell la affronta in bagno e la accoltella al ventre prima di perdere i sensi a causa dell'esplosione. Dopo un calvario, la madre dà alla luce la propria bambina prematura in ospedale.
SAIC Eleanor Williams informa La Madre che il corpo di Lovell è scomparso e che sua figlia appena nata sarà data in adozione per protezione. Rendendosi conto che la bambina non sarà mai al sicuro con lei, rinuncia con riluttanza ai suoi diritti genitoriali. La Madre fa visita a Cruise, ponendo tre condizioni: la bambina avrà una vita il più normale possibile, riceverà una foto ad ogni compleanno e la chiamerà se sarà in pericolo. Dopodiché si isola in una remota capanna in Alaska per i successivi dodici anni, finché Cruise non la contatta per incontrarla in Ohio.
Egli la informa che quando l'ATF ha arrestato alcuni degli uomini di Álvarez in Messico, hanno trovato una foto con sua figlia, Zoe. Mentre Cruise e La Madre seguono Zoe che gioca in un parco, gli uomini di Álvarez la rapiscono. La Madre riesce a sparare a molti di loro prima di scappare dalla polizia con Cruise. Mentre lui pensa che il rapimento di Zoe sia a scopo di riscatto, lei sa che è stato fatto per attirarla fuori dal nascondiglio.
Si dirigono a L'Avana, nella speranza di scoprire una pista per sapere dove si trova Zoe. Catturano Tarantula, il luogotenente di Álvarez, che rivela di essere trattenuta a casa di Álvarez nella "piantagione". Infiltrandosi in casa sua, salvano Zoe. La Madre poi uccide Álvarez.
Mentre accompagna Zoe a casa sua, quest'ultima intuisce che è la sua madre biologica. La Madre decide di separarsi e lasciare che Cruise la restituisca ai suoi genitori adottivi. Lovell riesce ad intercettarli, ma La Madre arriva e scappa con Zoe. Arrabbiato, Lovell uccide Cruise.
Rendendosi conto che Zoe non è al sicuro se torna a casa, La Madre la porta alla capanna. Nel corso del tempo, insegna alla ragazza riluttante l'addestramento alla sopravvivenza. Cominciano a legare ma quando La Madre si rende conto che Lovell sta venendo a prenderli, decide di lasciare Zoe con Jons, il suo ex collega dell'esercito. Sconvolta nell'apprendere che sua madre l'ha abbandonata ancora una volta, Zoe affronta Jons, che la incoraggia a vedere sua madre attraverso le sue azioni e non le sue parole. Dopo aver trovato una lettera della Madre, che spiega tutto quello che ha fatto per lei, Zoe decide di tornare alla capanna e aiutarla a respingere gli aggressori.
Lovell ei suoi uomini hanno un confronto finale con i due. La Madre riesce a uccidere tutti gli uomini di Lovell prima di affrontarlo. Mentre viene messa fuori combattimento, Lovell afferra Zoe e se ne va, ma La madre riesce a sparargli mortalmente. Con i suoi ex alleati morti, La Madre restituisce Zoe alla sua famiglia adottiva. Non avendo più bisogno di nascondersi, continua a guardare Zoe da lontano.

## Distribuzione
Il film è stato distribuito sulla piattaforma Netflix a partire dal 12 maggio 2023.

## Riconoscimenti
- 2023 - Razzie Awards
  - Candidatura alla peggiore attrice protagonista a Jennifer Lopez